# Freilichtbühne Lübeck
Die Freilichtbühne Lübeck liegt in den Lübecker Wallanlagen am südöstlichen Rand der Lübecker Altstadt.

## Geschichte

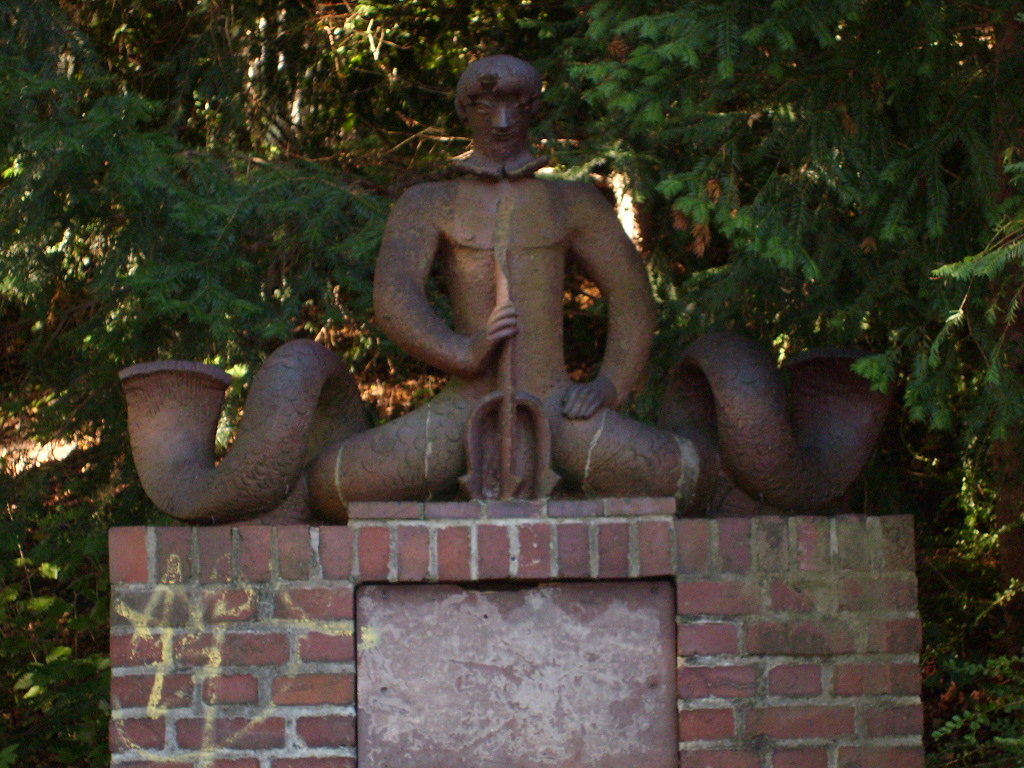
Alwin Blaue: Neptun-Werbemal der Freilichtbühne in Lübeck (1930)

Lage in der Bastionärbefestigung

Auf Anregung von Paul Brockhaus wurde die Lübecker Freilichtbühne zur Feier der 700-jährigen Reichsfreiheit der Stadt am 6. Juni 1927 eröffnet. Die Anlage oblag dem städtischen Gartenbauinspektor Rudolf Engehausen (1894–1943). Sie liegt eingebettet in eine Leutnantkuhle oder Buniamshof genannte Bastion der Lübecker Bastionärbefestigung zwischen der südlichen Wallstraße auf Höhe der Wipperbrücke und dem Stadion Buniamshof. In der Zeit der Weimarer Republik wurde sie in erster Linie von den Theatergruppen der Lübecker Schulen und der Bündischen Jugend genutzt. Sie hatte anfänglich eine Kapazität von 1200 Sitzplätzen und 1000 Stehplätzen. Einer der ersten Leiter der Freilichtbühne war 1929 bis 1933 der Lübecker Kulturkritiker Abram B. Enns. Ihm folgte 1934 bis 1939 der Initiator Paul Brockhaus.
Im Juni 1931 fand hier die Uraufführung von Hugo Distlers Luther-Kantate zur 400-Jahr-Feier der Einführung der Reformation in Lübeck statt.
Heute finden auf der Freilichtbühne die Lübecker Sommeroperette, Kindertheaterstücke, Krimiaufführungen und gelegentlich Freiluftkonzerte statt.